# 크리스티안 슈트라이히
크리스티안 슈트라이히(독일어: Christian Streich ˈkʁɪsti̯an ˈʃtʁaɪ̯ç[*]; 1965년 6월 11일; 바덴뷔르템베르크주 바일 암 라인 ~)는 은퇴한 독일의 축구 선수이다. 2011년 12월 29일, 그는 전 감독인 마어쿠스 조어흐 감독의 방출로 감독이 되었다. 그가 클럽에서 즉각적으로 거둔 성공, 불가사의하며, 주로, 활기찬 성격으로 인해, 슈트라이히는 "추종 대상자", "선동자", 그리고 "축구 철학가"라는 수식어가 붙었다.

## 선수 경력
슈트라이히는 바덴뷔르템베르크 주의 2부 리그에 위치한 프라이부어거에서 1983년에 선수 생활을 시작하였다. 클럽에서의 첫 시즌에, 브라이부어거는 리그 우승을 거두었으나, 2. 분데스리가 승격 라운드에서 패하였다. FFC에서 한 시즌을 더 머문 슈트라이히는 1985년에 슈투트가르트 키커스로 이적하였다. 그는 1년을 약간 넘어 2. 분데스리가에 위치한 프라이부르크로 이적하였다.
SCF에서의 한 시즌 동안, 그는 22경기에 출전하여 2골을 득점하였고, 이후 슈트라이히는 클럽을 떠나 2부 리그의 또다른 팀인 홈부르크로 이적하였고, 그는 이곳에서 준우승을 거두어 1989년에 국내 1부리그 승격을 이룩하였다. 1989-90 시즌에, 슈트라이히는 홈부르크 소속으로 10경기 출전하였다. 1991년, 슈트라이히는 프라이부어거로 복귀하였고, 1995년 중족골 부상으로 짧은 선수 생활을 마감하기 전까지 그곳에서 활약하였다.

## 감독 경력

### 초기 경력
슈트라이히는 1995년에 프라이부르크의 유소년팀 감독으로 복귀하였다. 유소년 팀을 이끌고, 그는 2006년, 2009년, 그리고 2011년에 유소년 DFB-포칼을 우승하였고, 2008년에는 U-19 분데스리가를 우승하였다. 로빈 두트가 2007년 여름에 프라이부르크 1군 감독으로 임명되자, 슈트라이히는 유소년팀 위주로 활약하면서 1군 수석코치를 맡았다. 그의 지도 하에, 많은 유소년팀 선수들이 1군으로 도약하였다: 데니스 아오고, 조나탕 피트로이파, 다니엘 슈바브, 에케 우조마, 외메르 토프락, 그리고 올리버 바우만이 있었다.

### 2011-12 시즌
2011-12 시즌 초, 슈트라이히는 로빈 두트 감독이 레버쿠젠으로 떠나면서 마어쿠스 조어흐 감독의 수석 코치가 되었다. 프라이부르크가 분데스리가에서 형편 없는 성적을 거두고 강등권으로 순위가 하락하자, 슈트라이히는 2011년 12월 29일에 조어흐 감독이 경질되면서 신임 감독으로 취임하였다.
겨울 휴식기 후, 프라이부르크는 또다른 강등권 팀인 아우크스부르크와 슈트라이히 임기로는 처음으로 분데스리가 경기를 치르었다. 이 경기에서, 프라이부르크는 SCF의 유소년팀에서 슈트라이히의 지도를 받고 감독의 부름으로 1군으로 승격된 마티아스 긴터의 88분골에 힘입어 1-0으로 승리하였다. 이 골은 슈트라이히가 겨울 이적 시장에서 데려온 덴마크의 새내기 수비수 미하엘 룸이 찬 프리킥으로부터 이루어졌다. 이 경기 승리로 인해, 슈트라이히는 프라이부르크 역사상 분데스리가 데뷔전에서 승리한 첫 감독이 되었다. 폴커 핀케 감독은 1991년 데뷔전에서 패하였고, 그의 후임들인 로빈 두트와 마어쿠스 조어흐는 둘다 데뷔전에서 비겼다. 이 경기에서의 승리로 프라이부르크는 아우크스부르크를 넘어 리그 꼴찌를 탈출하였다. 슈트라이히가 취임하기 전 강등이 확실한 클럽으로 평가되었으나, 9경기 무패행진 후, 프라이부르크는 32라운드에서 하노버 96과 비긴 뒤 잔류를 확정지어 다음 시즌에도 분데스리가에 속하게 되었다. 팀은 리그 챔피언 도르트문트와의 최종전에서 패하기 전까지 10경기 무패행진이라는 클럽 기록을 세웠다. 시즌 종료 후, 슈트라이히는 분데스리가 공식 잡지인 골!에 의해 올해의 감독으로 선정되었다.

### 2012-13 시즌
슈트라이히 감독 하의 2012-13 시즌에 클럽은 1994-95 시즌 이래 최고 성적인 리그 5위라는 성적을 거두었다. 리그에서 5위로 마감한 프라이부르크는 UEFA 유로파리그 2013-14 진출권을 확보하였는데, 이는 2001-02 시즌이래 처음으로 달성한 업적이다. 프라이부르크가 샬케 04와의 리그 최종전에서 승리할 경우, 프라이부르크는 샬케 04를 넘어 클럽 역사상 처음으로 UEFA 챔피언스리그에 진출할 수도 있었다. 그러나, 샬케 04에게 1-2로 패하면서 샬케 04가 리그 4위를 차지하여 챔피언스리그 진출권을 차지하지는 못하였다. 2012-13 시즌 동안, 프라이부르크는 클럽 역사상 처음으로 DFB-포칼 준결승 진출을 달성하였으나, 지역 라이벌 슈투트가르트에게 1-2로 패하면서 바이에른 뮌헨과의 결승전이 무산되었다. 시즌 종료 후, 슈트라이히는 트레블을 달성한 유프 하인케스를 제치고 키커지에 의해 올해의 감독으로 선정되었다.

## 사생활
슈트라이히는 정육점주의 아들로, 그의 아버지가 운영하는 가게에서 일하며 성장하였다. 그는 가게 고객들에 대한 태도를 그의 부모님의 영향을 받아 자연스럽게 싹싹한 성격을 지니게 되었다. 그는 갑작스러운 은퇴 이후, 독일어를 전공하였고, 스포츠와 역사도 전공하여 능력 있는 교사가 되었다. 슈트라이히는 강렬한 남서부 독일 방언을 사용하며, 활기가 넘치는 성격으로 선동자라는 별명을 가지고 있다. 현재, 슈트라이히는 슬하에 2명의 자식을 두고 있고, 자신을 "...문신 없고, 피어싱 없는 평범한 남성" 이라고 묘사한다. 슈트라이히는 프라이부르크 홈 경기날 자신의 자전거를 타고 경기장으로 이동한다.

## 감독 경력 통계
2014년 5월 18일 기준
| 팀           | 취임             | 해임            | 기록 | 기록 | 기록 | 기록 | 기록  | 기록   |
| 팀           | 취임             | 해임            | 전   | 승   | 무   | 패   | 승률  | 참조   |
| ------------ | ---------------- | --------------- | ---- | ---- | ---- | ---- | ----- | ------ |
| 프라이부르크 | 2011년 12월 29일 | 2024년 6월 30일 | 490  | 194  | 128  | 168  | 39.59 | [ 15 ] |

## 수상

### 감독
프라이부르크 U-19
- 유소년 DFB-포칼 (3): 2006, 2009, 2011
- U-19 분데스리가 (1): 2008

SC 프라이부르크
- 골! 공식 분데스리가 잡지 올해의 감독: 2011–12[10]
- 키커 올해의 감독: 2012–13[14]